# Закон о торговле с врагом (1917)
Закон о торговле с врагом (англ. Trading with the Enemy Act of 1917, TWEA) — американский законодательный акт, принятый Конгрессом США во время Первой мировой войны — в 1917 году; федеральный закон давал президенту США власть «контролировать или ограничивать любую и всю» торговлю между Соединенными Штатами и их противниками во время войны, а также — право использовать данные ограничения в мирное время, путем внесения поправок в Конгресс. В 1977 году, одновременно с принятием Закона о чрезвычайных экономических полномочиях (IEEPA), в TWEA были внесены изменения, ограничивавшие его только периодом войны. По состоянию на 2018 год, Куба являлась единственной страной, на торговлю с которой были наложены ограничения в соответствии с TWEA.